# 統合戦力軍特殊作戦軍団
統合戦力軍特殊作戦軍団（とうごうせんりょくぐんとくしゅさくせんぐんだん Special Operations Command Joint Forces Command,SOCJFCOM）はアメリカ統合戦力軍傘下の組織。司令部はバージニア州ノーフォーク所在。前身は1996年に設置されたアメリカ大西洋軍中の特殊部隊(SOCACOM)であり、1999年にJFCOM中に改編・設置された。

## 概要
SOCJCOMは、特殊部隊として統合戦力軍に戦力を提供し、作戦立案の協力や各軍種との共同訓練を通じて、統合作戦能力の向上に努める。特殊作戦軍と連携しつつ、作戦・戦技の開発に努めることとなっている。また、特殊作戦軍とともに各地域別統合軍中の特殊部隊に対し支援を実施するものとなっている。
その後、2011年に実施された統合戦力軍の廃止に伴い、統合戦力軍隷下の部隊は廃止されたものを除き、各軍種の本部直轄や共通の任務を担当する統合軍隷下へと移管・再編されていった。この過程で、SOFJFCOMも新たに連携関係にあった特殊作戦軍の隷下に移され、名称を「統合能力特殊作戦軍団」（Special Operations Command – Joint Capabilities、略称:SOC-JC）と改められた。現在SOC-JCは、特殊作戦軍ホームページのトップページ下部に掲載されている部隊エンブレムが示すように、アメリカ陸軍特殊作戦コマンド、アメリカ海軍特殊戦コマンド、空軍特殊作戦コマンド、統合特殊作戦コマンド、統合特殊作戦大学とともに、特殊作戦軍隷下の主要部隊の1つと位置付けられている。